# Лактионов, Денис Владимирович
Дени́с Влади́мирович Лактио́нов, известный в Южной Корее как Ли Сон Нам (кор. 이성남?, 李城南?; род. 4 сентября 1977, Краснозёрское, Новосибирская область) — российский и южнокорейский футболист и тренер.

## Карьера

### Клубная
Воспитанник футбольной школы посёлка Краснозёрское, которую тренировал его отец. В 1994 и 1995 годах выступал за клуб «Сахалин» Холмск во второй лиге России. Из-за чрезвычайно низкой заработной платы, около 100 долларов в месяц вместе с одноклубниками разгружал контейнеры в порту. В 1995 он стал лучшим бомбардиром в сахалинской команде. Затем «Сахалин» потерял статус профессионального клуба, и 19-летний Лактионов, который 5 месяцев не получал зарплату, отправился продолжать карьеру в соседнюю с российским Дальним Востоком страну — Южную Корею.
В 1996—2007 годах Лактионов выступал за клубы К-Лиги. Летом и осенью 2002 обсуждалась вероятность перехода полузащитника сборной в московский ЦСКА, однако в итоге трансфер и дебют игрока в российском чемпионате не состоялись.
В июле 2003 года Лактионов получил гражданство Республики Корея, а также новое имя Ли Сон Нам (в честь города и клуба в котором выступал на тот момент).
В 2006—2007 годах выступал в клубе «Сувон Самсунг Блюуингз», с которого началась его корейская карьера и в котором за первые семь лет он добился наибольших успехов на клубном уровне.
23 декабря 2007 года подписал двухлетний контракт с новосибирской «Сибирью», осуществив мечту играть за родной город.
27 августа 2008 года по обоюдному согласию расторгнул контракт, но 22 декабря 2008 года подписал новое соглашение с «Сибирью». В конце 2009 года контракт Лактионова с клубом истёк. Он хотел завершить карьеру в родном Новосибирске, однако летом 2011 года возобновил карьеру футболиста, став играющим тренером «Томи». Дебютировал 13 августа 2011 года в домашней игре со «Спартаком» Нальчик. Эта игра так и осталась для Лактионова единственной за томскую команду.

### В сборной
В 1998 году был приглашён в молодёжную сборную России, в которой выступал два года (7 матчей, 2 гола).
В 2002 году, перед чемпионатом мира в Японии и Корее, Лактионов вошёл в предварительный список игроков российской сборной. 17 мая 2002 года дебютировал в составе сборной России в матче со сборной Беларуси (1:1) в рамках московского Кубка LG, но в итоге в окончательный состав сборной на чемпионат мира включён не был, так как был подвержен травмам. После неудачного выступления сборной России на чемпионате и смены тренерского штаба Лактионов повторно был вызван в расположение команды и сыграл ещё в одном товарищеском матче со сборной Швеции (1:1).

### Тренерская
В 2010 году поступил в Высшую школу тренеров в Молдове. Сообщалось, что «Сувон» готов предоставить ему работу тренера.
6 января 2011 года главный тренер ФК «Томь» Валерий Непомнящий сообщил, что Лактионов вошёл в тренерский штаб клуба в качестве переводчика корейского полузащитника команды Ким Нам Иля. Летом 2011 года был дозаявлен за клуб в качестве игрока.
Перед сезоном первенства ПФЛ 2019/20 возглавил клуб «Родина» (Москва).
Зимой 2020/21 возглавил клуб «Рига», выступающий в Высшей лиги Латвии и принадлежащий, как и клуб «Родина», предпринимателю Сергею Ломакину.

## Статистика

### Клубная
| Клуб                 | Сезон            | Лига | Лига | Кубки | Кубки | Еврокубки | Еврокубки | Прочее | Прочее | Итого | Итого |
| Клуб                 | Сезон            | Игры | Голы | Игры  | Голы  | Игры      | Голы      | Игры   | Голы   | Игры  | Голы  |
| -------------------- | ---------------- | ---- | ---- | ----- | ----- | --------- | --------- | ------ | ------ | ----- | ----- |
| Сибирь (Новосибирск) | 2008             | 18   | 0    | 1     | 0     | 0         | 0         | 0      | 0      | 19    | 0     |
| Сибирь (Новосибирск) | 2009             | 10   | 0    | 2     | 0     | 0         | 0         | 0      | 0      | 12    | 0     |
| Сибирь (Новосибирск) | Итого            | 28   | 0    | 3     | 0     | 0         | 0         | 0      | 0      | 31    | 0     |
| Томь                 | 2011/12          | 1    | 0    | 0     | 0     | 0         | 0         | 0      | 0      | 1     | 0     |
| Томь                 | Итого            | 1    | 0    | 0     | 0     | 0         | 0         | 0      | 0      | 1     | 0     |
| Всего за карьеру     | Всего за карьеру | 29   | 0    | 3     | 0     | 0         | 0         | 0      | 0      | 32    | 0     |

### В сборной
| Матчи и голы Лактионова за сборную России | Матчи и голы Лактионова за сборную России | Матчи и голы Лактионова за сборную России | Матчи и голы Лактионова за сборную России | Матчи и голы Лактионова за сборную России | Матчи и голы Лактионова за сборную России |
| ----------------------------------------- | ----------------------------------------- | ----------------------------------------- | ----------------------------------------- | ----------------------------------------- | ----------------------------------------- |
| №                                         | Дата                                      | Оппонент                                  | Счёт                                      | Голы                                      | Соревнование                              |
| 1                                         | 17 мая 2002                               | Беларусь                                  | 1:1                                       | -                                         | Товарищеский матч                         |
| 2                                         | 21 августа 2002                           | Швеция                                    | 1:1                                       | -                                         | Товарищеский матч                         |

Итого: 2 матча / 0 голов; 0 побед, 2 ничьи, 0 поражений.

## Достижения

### Командные
«Сувон Самсунг Блюуингз»
- Чемпионат Южной Кореи
  - Чемпион (2): 1998, 1999
  - Серебряный призёр (2): 1996, 2006
- Кубок Южной Кореи
  - Обладатель: 2002
  - Финалист (2): 1996, 2006
- Кубок корейской лиги
  - Обладатель (3): 1999, 2000, 2001
- Суперкубок Южной Кореи
  - Обладатель (2): 1999, 2000
- Азиатский кубок чемпионов
  - Обладатель (2): 2001, 2002
- Суперкубок Азии
  - Обладатель (2): 2001, 2002

«Соннам Ильхва Чхонма»
- Чемпионат Южной Кореи
  - Чемпион: 2003
- Кубок Южной Кореи
  - Обладатель: 2004
- Лига чемпионов АФК
  - Финалист: 2004

«Сибирь»
- Первый дивизион
  - Серебряный призёр: 2009
- Кубок России
  - Финалист: 2009/10

### Индивидуальные
- Лучший ассистент чемпионата Южной Кореи: 1997
- Лучший бомбардир кубка Южной Кореи: 1996
- Лучший бомбардир кубка корейской лиги: 1999
- Член символической сборной чемпионата Южной Кореи (3): 1999, 2000, 2003
- Член символической сборной первого 10-летия клуба «Сувон Самсунг Блюуингз»

## Личная жизнь
Жена — Юлия. Сын — Никита, дочери — Екатерина и Софья.